# Simulium coarctatum
Simulium coarctatum är en tvåvingeart som beskrevs av Rubtsov 1940. Simulium coarctatum ingår i släktet Simulium och familjen knott. Inga underarter finns listade i Catalogue of Life.